# Trade Air
Trade Air – chorwackie regionalne linie lotnicze z siedzibą w Zagrzebiu. Głównym hubem jest port lotniczy Zagrzeb.
Linia lata na trasach krajowych do Rijeki, Osijeka, Splitu i Dubrownika.

## Flota
Według stanu na marzec 2025 flota Trade Air składała się z 5 samolotów o średnim wieku 23,9 lat:
| Samolot         | Samolot | Samolot   | Liczba miejsc | Uwagi |
| Model           | Aktywne | Zamówione | Liczba miejsc | Uwagi |
| --------------- | ------- | --------- | ------------- | ----- |
| Airbus A320-200 | 4       | -         | 180           |       |
| Saab 340        | 1       | -         | 34            |       |
| Łącznie         | 5       | 0         |               |       |